# Чемпіонат Європи з боротьби 1999
 Чемпіонат Європи з боротьби 1999 року  проходив роздільно: з греко-римської боротьби — 13-16 травня в Софії (Болгарія), з вільної боротьби серед чоловіків — 15-18 квітня в Мінську (Білорусь), з жіночої боротьби — 24 квітня — 1 травня в Гетцисі (Австрія).
Розігрувалося 22 комплекти нагород: по 8 — у греко-римській і вільній боротьбі серед чоловіків та 6 — у жіночій боротьбі.

## Медалісти

### Вільна боротьба
| Категорія | Золото                    | Срібло               | Бронза              |
| --------- | ------------------------- | -------------------- | ------------------- |
| до 54 кг  | Олександр Захарук         | Іван Цонов           | Леонід Чучунов      |
| до 58 кг  | Гарун Доган               | Мікеле Ліуцці        | Отар Тушишвілі      |
| до 63 кг  | Ельбрус Тедеєв            | Серафим Барзаков     | Мурад Умаханов      |
| до 69 кг  | Заза Зазіров              | Веліхан Аллахвердієв | Емзаріос Бентінідіс |
| до 76 кг  | Адам Сайтієв              | Алік Музаєв          | Александер Ляйпольд |
| до 85 кг  | Магомед Ібрагімов         | Ігорс Самусонокс     | Шаміль Ісаєв        |
| до 97 кг  | Курамагомед Курамагомедов | Вадим Тасоєв         | Ельдар Куртанідзе   |
| до 130 кг | Андрій Шумілін            | Айдин Полатчі        | Свен Тіле           |

### Греко-римська боротьба
| категорія | Золото               | Срібло                | Бронза              |
| --------- | -------------------- | --------------------- | ------------------- |
| до 54 кг  | Самвел Данієлян      | Даріуш Яблонський     | Натіг Айвазов       |
| до 58 кг  | Армен Назарян        | Валерій Никоноров     | Карен Мнацаканян    |
| до 63 кг  | Влодзімеж Завадський | Акакій Чачуа          | Шереф Ероглу        |
| до 69 кг  | Олексій Глушков      | Ришард Вольний        | Бісер Георгієв      |
| до 76 кг  | Стоян Добрев         | Тамаш Берзіца         | Дімітріос Авраміс   |
| до 85 кг  | Гамза Єрлікая        | Мартін Лідберг        | Олександр Меньщиков |
| до 97 кг  | Мікаель Юнгберг      | Алі Моллов            | Петру Судуряк       |
| до 130 кг | Олександр Карелін    | Анастасіас Софіанідіс | Джузеппе Джунта     |

### Жіноча боротьба
| Категорія | Золото             | Срібло                   | Бронза               |
| --------- | ------------------ | ------------------------ | -------------------- |
| до 46 кг  | Інга Карамчакова   | Юлія Войтова             | Фара Туші            |
| до 51 кг  | Марта Войтановська | Олена Єгошина            | Таня Заутер          |
| до 56 кг  | Анна Гоміс         | Сара Ерікссон            | Тетяна Лазарєва      |
| до 62 кг  | Нікола Гартманн    | Малгожата Басса-Рогуська | Ділетта Джьямпікколо |
| до 68 кг  | Ліз Гольо-Легран   | Евеліна Прушко           | Аніта Шетцле         |
| до 75 кг  | Тетяна Комарницька | Ельвіра Барріга          | Ельміра Курбанова    |

## Розподіл нагород
| Місце  | Країна             | Золото | Срібло | Бронза | Загалом |
| ------ | ------------------ | ------ | ------ | ------ | ------- |
| 1      | Росія              | 7      | 3      | 5      | 15      |
| 2      | Україна            | 4      | 3      | 1      | 8       |
| 3      | Польща             | 2      | 4      | 0      | 6       |
| 4      | Болгарія           | 2      | 3      | 1      | 6       |
| 5      | Туреччина          | 2      | 1      | 1      | 4       |
| 6      | Франція            | 2      | 0      | 1      | 3       |
| 7      | Швеція             | 1      | 2      | 0      | 3       |
| 8      | Австрія            | 1      | 1      | 0      | 2       |
| 9      | Північна Македонія | 1      | 0      | 0      | 1       |
| 10     | Грузія             | 0      | 1      | 3      | 4       |
| 11     | Італія             | 0      | 1      | 2      | 3       |
| 12     | Греція             | 0      | 1      | 1      | 2       |
| 13     | Угорщина           | 0      | 1      | 0      | 1       |
| 13     | Латвія             | 0      | 1      | 0      | 1       |
| 15     | Німеччина          | 0      | 0      | 4      | 4       |
| 16     | Вірменія           | 0      | 0      | 1      | 1       |
| 16     | Азербайджан        | 0      | 0      | 1      | 1       |
| 16     | Румунія            | 0      | 0      | 1      | 1       |
| Всього | Всього             | 22     | 22     | 22     | 66      |